# Diócesis de Asti
La diócesis de Asti (en latín: Dioecesis Astensis y en italiano: Diocesi di Asti) es una circunscripción eclesiástica de la Iglesia católica en Italia. Se trata de una diócesis latina, sufragánea de la arquidiócesis de Turín. Desde el 16 de agosto de 2018 su obispo es Marco Prastaro.

## Territorio y organización

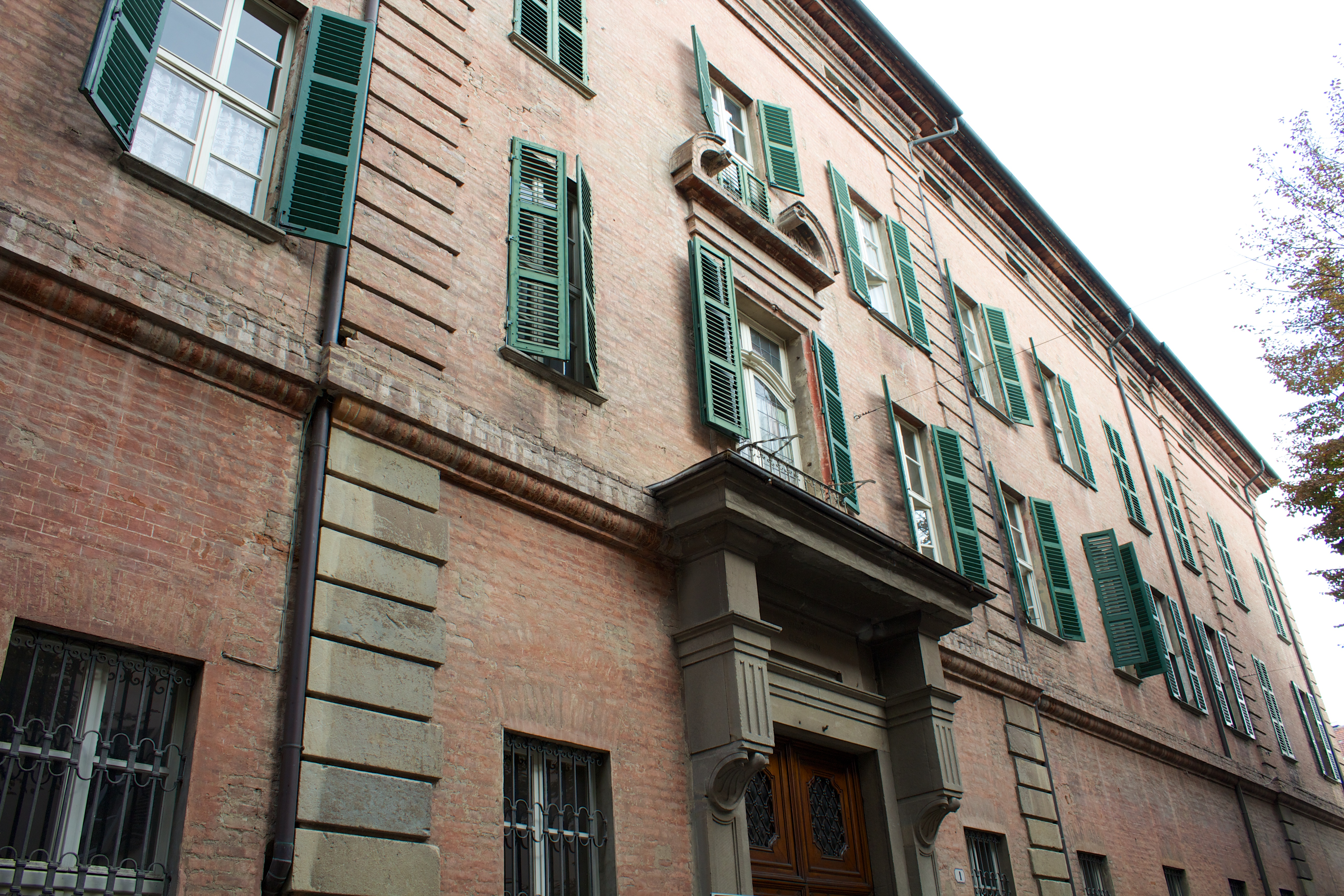
Seminario episcopal de Asti

La diócesis tiene 1145 km² y extiende su jurisdicción sobre los fieles católicos de rito latino residentes en parte de la región de Piamonte, comprendiendo en:
- la provincia de Asti las comunas de: Albugnano, Pino d'Asti, Capriglio, Cerreto d'Asti, Cortanze, Montechiaro d'Asti, Soglio, Camerano Casasco, Cinaglio, Chiusano d'Asti, Villa San Secondo, Corsione, Cossombrato, Cortandone, Maretto, Cellarengo, Castellero, Baldichieri d'Asti, Revigliasco d'Asti, San Martino Alfieri, Mongardino, Vigliano d'Asti, Montaldo Scarampi, Mombercelli, Castelnuovo Calcea, Scurzolengo, Cerro Tanaro, Piovà Massaia, Cunico, Piea, Viale, Montafia, Cortazzone, Settime, Frinco, Castell'Alfero, Monale, Roatto, San Paolo Solbrito, Villanova d'Asti, Portacomaro, Castagnole Monferrato, Viarigi, Refrancore, Asti, Azzano d'Asti, Castello di Annone, Tigliole, Cantarana d'Asti, Villafranca d'Asti, Dusino San Michele, Valfenera, Ferrere, Cisterna d'Asti, San Damiano d'Asti, Celle Enomondo, Antignano, Isola d'Asti, Montegrosso d'Asti, Rocca d'Arazzo, Rocchetta Tanaro, Belveglio, Vinchio, Costigliole d'Asti, Agliano Terme, Calosso;
- la ciudad metropolitana de Turín las comunas de: Pralormo, Isolabella;
- la provincia de Alessandria las comunas de: Quattordio y Masio.

La sede de la diócesis se encuentra en la ciudad de Asti, en donde se halla la Catedral de la Asunción de Santa María.
En 2022 en la diócesis existían 126 parroquias agrupadas en 5 zonas pastorales: Urbana, Asti Ovest, Asti Nord, Asti Sud y Asti Est.

## Historia
La diócesis de Asti se remonta al siglo IV. El primer obispo de Asti históricamente documentado fue el obispo Pastore, que intervino en un sínodo provincial de Milán en 451.
Al principio la diócesis comprendía un vasto territorio que incluía la diócesis de Mondovì, parte de las de Alba, Alessandria, Casale y Cúneo, y algunas parroquias de Turín y Fossano. Posteriormente, el territorio fue redimensionado para la erección de las diócesis de Alessandria (en 1175 por el papa Alejandro III mediante la bula Sacrosanctae Romanae Ecclesiae), Mondovì (el 8 de junio de 1388 por el papa Urbano VI mediante la bula Salvator Noster), Casale (el 18 de abril de 1474 por el papa Sixto IV mediante la bula Pro excellenti), Saluzzo (el 29 de octubre de 1511 por el papa Julio II mediante la bula Pro excellenti) y Fossano (el 15 de abril de 1592 por el papa Clemente VIII mediante la bula Cum Principatus Pedemontium).
Los obispos de Asti en la segunda mitad del siglo X obtuvieron de los emperadores sajones el poder temporal y espiritual sobre la ciudad y el enorme patrimonio repartido por la vasta diócesis.
En Asti, bajo el episcopado del obispo Rozone (siglo X), se agregó brevemente a la diócesis de Alba. Pero fue Oddone III quien en 1091 obtuvo el poder comital sobre la ciudad y su territorio.
En 1775 se inauguró el nuevo seminario episcopal, obra de Benedetto Alfieri, por iniciativa del obispo Paolo Maurizio Caissotti (1761-1786).
El mismo obispo, mediante acta de convención firmada el 3 de julio de 1784, renunció al patrimonio real de los derechos señoriales y feudales que los obispos de Asti poseían (a veces más de jure que de facto) sobre 14 localidades del territorio de Asti. A cambio obtuvo del rey Víctor Amadeo III con cartas patentes del 27 de julio de 1784 el título de príncipe de la Iglesia de Asti y una pensión anual de 12 000 liras piamontesas, así como el privilegio de colocar la corona principesca en su escudo de armas.
Durante el período napoleónico, abadías, monasterios y lugares de culto fueron despojados de su mobiliario y vendidos en subasta, otros cayeron en ruina y muchos fueron demolidos. Muchas órdenes monásticas fueron suprimidas, reduciendo la presencia religiosa en la diócesis de Asti.
Con motivo de la reorganización de las diócesis piamontesas deseada por Napoleón Bonaparte, 9 diócesis de la región fueron suprimidas, incluida la de Alba, según lo establecido por el breve Gravissimis causis del papa Pío VII del 1 de junio de 1803, que unía el territorio de la diócesis suprimida al de la diócesis de Asti. La sede de Alba fue restablecida el 17 de julio de 1817 mediante la bula Beati Petri del papa Pío VII, y la diócesis de Asti volvió a sus fronteras actuales.
Entre los siglos XIX y XX la diócesis volvió a florecer, descubriendo una gran vocación hacia las iniciativas sociales y misioneras. Entre los numerosos religiosos de Asti comprometidos en la labor social, destacan las figuras de san José Marello Vialle, fundador de los Oblatos de San José y del cardenal Guglielmo Massaia, misionero en Etiopía.
La diócesis de Asti tiene su propia revista informativa semanal llamada Gazzetta d'Asti, fundada en 1899.
El 20 de noviembre de 2022 la diócesis recibió la visita del papa Francisco, quien se encontró con la comunidad de donde emigró su padre y en particular con sus familiares.

## Estadísticas
Según el Anuario Pontificio 2023 la diócesis tenía a fines de 2022 un total de 145 500 fieles bautizados.
| Año                                                                             | Población            | Población | Población      | Sacerdotes | Sacerdotes    | Sacerdotes    | Bautizados por sacerdote | Diáconos permanentes | Religiosos | Religiosos | Parroquias |
| Año                                                                             | Bautizados católicos | Total     | % de católicos | Total      | Clero secular | Clero regular | Bautizados por sacerdote | Diáconos permanentes | Varones    | Mujeres    | Parroquias |
| ------------------------------------------------------------------------------- | -------------------- | --------- | -------------- | ---------- | ------------- | ------------- | ------------------------ | -------------------- | ---------- | ---------- | ---------- |
| 1950                                                                            | 152 626              | 152 978   | 99.8           | 345        | 278           | 67            | 442                      |                      | 392        | 350        | 131        |
| 1959                                                                            | 145 000              | 145 318   | 99.8           | 309        | 259           | 50            | 469                      |                      | 52         | 550        | 138        |
| 1970                                                                            | 150 000              | 151 250   | 99.2           | 230        | 200           | 30            | 652                      |                      | 35         | 510        | 139        |
| 1980                                                                            | 159 500              | 160 500   | 99.4           | 228        | 178           | 50            | 699                      | 3                    | 61         | 435        | 139        |
| 1990                                                                            | 149 776              | 152 042   | 98.5           | 174        | 154           | 20            | 860                      | 7                    | 25         | 306        | 128        |
| 1999                                                                            | 148 742              | 152 063   | 97.8           | 161        | 125           | 36            | 923                      | 7                    | 43         | 295        | 128        |
| 2000                                                                            | 149 019              | 153 987   | 96.8           | 154        | 123           | 31            | 967                      | 7                    | 37         | 274        | 128        |
| 2001                                                                            | 147 500              | 154 260   | 95.6           | 150        | 117           | 33            | 983                      | 7                    | 40         | 258        | 128        |
| 2002                                                                            | 147 400              | 154 500   | 95.4           | 140        | 111           | 29            | 1052                     | 6                    | 36         | 234        | 128        |
| 2003                                                                            | 148 500              | 152 000   | 97.7           | 145        | 111           | 34            | 1024                     | 6                    | 42         | 235        | 128        |
| 2004                                                                            | 148 401              | 153 401   | 96.7           | 137        | 104           | 33            | 1083                     | 6                    | 41         | 209        | 128        |
| 2006                                                                            | 147 900              | 153 220   | 96.5           | 140        | 102           | 38            | 1056                     | 6                    | 45         | 193        | 128        |
| 2012                                                                            | 142 900              | 155 900   | 91.7           | 121        | 84            | 37            | 1180                     | 11                   | 39         | 169        | 126        |
| 2015                                                                            | 152 000              | 162 257   | 93.7           | 126        | 94            | 32            | 1206                     | 12                   | 37         | 146        | 126        |
| 2018                                                                            | 148 000              | 158 000   | 93.7           | 116        | 82            | 34            | 1275                     | 12                   | 40         | 121        | 126        |
| 2020                                                                            | 151 400              | 161 633   | 93.7           | 101        | 73            | 28            | 1499                     | 18                   | 32         | 141        | 126        |
| 2022                                                                            | 145 500              | 157 867   | 92.2           | 80         | 64            | 16            | 1818                     | 18                   | 19         | 108        | 126        |
| Fuente: Catholic-Hierarchy, que a su vez toma los datos del Anuario Pontificio. |                      |           |                |            |               |               |                          |                      |            |            |            |

## Episcopologio
- San Aniano † (siglo V)[9]
- San Anastasio † (siglo V)[9]
- Pastore † (mencionado en 451)
- Maiorano † (mencionado en 465)
- Secondo † (siglo VI)[9]
- Benenato † (mencionado en 680)
- Evasio † (685-713)[9]
- Evasino † (siglo VIII)[9]
- Egidolfo † (mencionado en 864)
- Ilduino † (antes de 876-después del 1 de agosto de 880)
- Giuseppe † (antes del 15 de febrero de 881-después de noviembre de 887 falleció)
- Staurace † (antes de enero de 892-después de enero de 899 falleció)
- Eilolfo † (antes de junio de 901-después de marzo de 902 falleció)
- Audace † (antes de julio de 904-después de marzo de 926 falleció)
- Bruningo † (antes de noviembre de 937-después de enero de 964 falleció)[10]
- Rozone † (antes de abril de 967-después de marzo de 992 falleció)[11]
- Pietro † (antes del 19 de julio de 992-después de septiembre de 1005 falleció o depuesto)
- Alrico † (1008-7 de diciembre de 1036 falleció)[12]
- Oberto I † (mencionado en junio de 1037)
- Pietro II † (antes de noviembre de 1040-después de junio de 1043 renunció)
- Guglielmo † (circa 1044-después de 1049 circa)
- Girelmo † (circa 1054-después de mayo de 1065 falleció)
- Ingone † (circa 1066-después del 3 de noviembre de 1079 falleció)
- Oddone u Ottone III † (antes del 25 de junio de 1080-después de julio de 1098 falleció)
- Landolfo di Vergiate † (antes de septiembre de 1103]][nota 1]-junio de 1132 falleció)
- Oddone u Ottone IV † (antes de abril de 1133-8 de agosto de 1142[nota 2] falleció)
- Nazario I † (mencionado en septiembre de 1143)
- Anselmo † (antes de noviembre de 1148-después de agosto de 1172 falleció)
- Guglielmo di Cabriano † (antes de julio de 1173-11 de febrero de 1191 nombrado arzobispo de Ravena)
- Nazario II † (antes del 5 de mayo de 1192-después del 20 de marzo de 1196 falleció)
- Bonifacio I † (antes de mayo de 1198-29 de enero de 1206 destituido)
  - Sede vacante (1206-1210)[nota 3]
- Guidetto † (antes de julio de 1210-1218 falleció)
- Giacomo † (1219-1236 falleció)
- Oberto Catena † (antes del 12 de junio de 1236-28 de septiembre de 1243 falleció)
- Bonifacio II † (1243-1260 falleció)
- Corrado Radicati † (marzo de 1260-31 de octubre de 1282 falleció)
- Oberto III † (1282-18 de septiembre de 1293 falleció)
- Guido II Valperga † (20 de septiembre de 1295- 10 de junio de 1327 falleció)
- Arnaldo De Rosette † (17 de abril de 1327-1348 falleció)
- Baldracco Malabayla † (15 de agosto de 1348-1354 falleció)
- Giovanni Malabayla † (3 de julio de 1355-11 de agosto de 1376 nombrado obispo de Saint-Jean de Maurienne)
- Francesco Morozzo † (11 de agosto de 1376-1380 falleció)[nota 4]
- Francesco II Galli dei Piacentini † (1381-después del 5 de mayo de 1408 falleció)[nota 5]
- Alberto Guttuario, O.S.B. † (11 de diciembre de 1409-16 de julio de 1439 falleció)
- Bernardo Landriano † (31 de agosto de 1439-18 de marzo de 1446 nombrado obispo de Como)
- Filippo Baudone Roero, O.P. † (2 de octubre de 1447-después del 9 de junio de 1469 falleció)
- Scipione Damiano † (18 de diciembre de 1469-17 de julio de 1473 falleció)
- Vasino I Malabayla † (6 de agosto de 1473-1475 renunció)
- Pietro Damiano † (23 de agosto de 1475-noviembre de 1496 falleció)
- Raffaele di Ceva, O.F.M. † (16 de noviembre de 1496-26 de julio de 1499 nombrado obispo de Melfi)
- Antonio IV Trivulzio † (26 de julio de 1499-31 de julio de 1508 nombrado obispo de Plasencia)
- Alberto Roero † (31 de julio de 1508-6 de septiembre de 1508 nombrado obispo de Pésaro)
- Antonio IV Trivulzio † (9 de enero de 1509-26 de septiembre de 1519 nombrado obispo de Plasencia) (por segunda vez)
- Vasino II Malabayla † (26 de septiembre de 1519-después del 21 de marzo de 1525 falleció)
- Fernando de Gerona, O.S.A. † (12 de mayo de 1525-23 de marzo de 1528 nombrado obispo de Venosa)[13]
- Ambrogio Talento † (23 de marzo de 1528-1528 falleció)
  - Agostino Trivulzio † (25 de septiembre de 1528-16 de julio de 1529 renunció) (administrador apostólico)
- Scipione Roero † (16 de julio de 1529-1536 falleció)
  - Agostino Trivulzio † (1536-1547 renunció) (administrador apostólico, por segunda vez)
- Bernardino della Croce, B. † (27 de abril de 1547-24 de septiembre de 1548 nombrado obispo de Como)
- Gaspare Capris † (14 de julio de 1550-19 de octubre de 1568 falleció)
- Domenico della Rovere, O.P. † (23 de marzo de 1569-19 de marzo de 1587 falleció)
- Francisco Panigarola, O.F.M. † (28 de septiembre de 1587-31 de mayo de 1594 falleció)
- Cesare Benso † (24 de octubre de 1594-18 de diciembre de 1595 falleció)
- Giovanni Stefano Aiazza † (13 de mayo de 1596-27 de octubre de 1618 falleció)
- Isidoro Pentorio, B.  † (18 de febrero de 1619-después de agosto de 1622 falleció)
- Ottavio Broglia † (11 de marzo de 1624-octubre de 1647 falleció)
  - Sede vacante (1647-1655)
- Paolo Vincenzo Roero, B. † (25 de octubre de 1655-octubre de 1665 falleció)
- Marc'Antonio Tomati † (11 de enero de 1666-7 de enero de 1693 falleció)
- Innocenzo Milliavacca † (8 de junio de 1693-21 de febrero de 1714 falleció)
  - Sede vacante (1714-1727)
- Giovanni Todone † (25 de junio de 1727-5 de marzo de 1739 falleció)
  - Sede vacante (1739-1741)
- Giuseppe Felissano † (17 de abril de 1741-1 de abril de 1757 falleció)
- Giovanni Filippo Antonio San Martino † (18 de julio de 1757-7 de junio de 1761 falleció)
- Paolo Maurizio Caissotti † C.O. † (19 de abril de 1762-8 de agosto de 1786 falleció)
  - Sede vacante (1786-1788)
- Pietro Arborio Gattinara † (15 de septiembre de 1788-12 de enero de 1809 falleció)
  - Sede vacante (1809-1818)
  - François André Dejean † (18 de febrero de 1809-4 de mayo de 1814) (ilegítimo)
- Antonino Faà di Bruno † (16 de marzo de 1818-10 de noviembre de 1829 falleció)
  - Sede vacante (1829-1832)
- Michele Amatore Lobetti † (24 de febrero de 1832-21 de marzo de 1840 falleció)
- Filippo Artico † (14 de diciembre de 1840-21 de diciembre de 1859 falleció)
  - Sede vacante (1859-1867)
- Carlo Savio † (27 de marzo de 1867-1 de julio de 1881 falleció)
- Giuseppe Ronco † (18 de noviembre de 1881-5 de agosto de 1898 falleció)
- Giacinto Arcangeli † (28 de noviembre de 1898-6 de febrero de 1909 falleció)
- Luigi Spandre † (12 de junio de 1909-1 de abril de 1932 falleció)
- Umberto Rossi † (14 de mayo de 1932-6 de agosto de 1952 falleció)
- Giacomo Cannonero † (11 de noviembre de 1952-1 de agosto de 1977 falleció)
- Nicola Cavanna † (1 de agosto de 1977 por sucesión-20 de febrero de 1980 falleció)
- Franco Sibilla † (8 de septiembre de 1980-16 de marzo de 1989 renunció)
- Severino Poletto † (16 de marzo de 1989-19 de junio de 1999 nombrado arzobispo de Turín)
- Francesco Guido Ravinale (21 de febrero de 2000-16 de agosto de 2018 retirado)
- Marco Prastaro, desde el 16 de agosto de 2018